# Michael Krohn-Dehli
Michael Krohn-Dehli (* 6. Juni 1983 in Kopenhagen) ist ein ehemaliger dänischer ehemaliger Fußballspieler. Der Mittelfeldspieler stand während seiner aktiven Laufbahn in Dänemark bei Brøndby IF, in den Niederlanden bei der RKC Waalwijk, Sparta Rotterdam und Ajax Amsterdam sowie in Spanien bei Celta Vigo, beim FC Sevilla und bei Deportivo La Coruña unter Vertrag. Des Weiteren lief er in 59 Partien für die dänische Nationalmannschaft auf und schoss dabei sechs Treffer, darunter den 1:0-Siegtreffer im Auftaktspiel bei der Europameisterschaft 2012 in Polen und der Ukraine gegen den Vize-Weltmeister Niederlande.

## Karriere

### Vereine
Krohn-Dehli begann seine Karriere in der Nachwuchsabteilung von Hvidovre IF. Anschließend spielte er für die Nachwuchsmannschaften von Brøndby IF, bei denen er die Scouts ausländischer Klubs auf sich aufmerksam machte. Er entschied sich für einen Wechsel zu Ajax Amsterdam, kam dort allerdings in den Spielzeiten 2002/03 und 2003/04 zu keinem Einsatz in der Eredivisie. 2004 verließ er Ajax Amsterdam und schloss sich dem RKC Waalwijk an. In seiner ersten Saison kam er in 31 Spielen zum Einsatz und erzielte zwei Tore. In der Folgesaison spielte Krohn-Dehli in der Liga in 17 Spielen. Im Sommer 2006 kehrte er zu Ajax Amsterdam zurück und kam in der ersten Saisonhälfte der Saison 2006/07 zu drei Einsätzen. Für die Rückrunde der Saison 2006/07 wurde er an Sparta Rotterdam verliehen. Nachdem er in der Saison 2007/08 wieder für Ajax Amsterdam gespielt hatte, entschied sich der Verein, den im Sommer 2008 auslaufenden Vertrag nicht zu verlängern.
Krohn-Dehli kehrte Ende August 2008 nach Dänemark zurück und unterschrieb einen Vertrag bei seinem ehemaligen Verein Brøndby IF. Sein Debüt gab er am 31. August 2008, als er am sechsten Spieltag der Superliga gegen den FC Kopenhagen in der 63. Minute für Thomas Rasmussen eingewechselt wurde. Am 22. September 2008 erzielte er für Brøndby IF am achten Spieltag gegen Esbjerg fB sein erstes Tor. In seiner ersten Saison für Brøndby IF kam er in 28 Spielen zum Einsatz und erzielte fünf Treffer. In der Folgesaison spielte Krohn-Dehli in der Liga in 32 von 33 Spielen und erzielte vier Treffer. In der Qualifikation zur neugegründeten Europa League schied er mit seiner Mannschaft gegen Hertha BSC aus. In der Saison 2010/11 kam er in 29 Spielen zum Einsatz und traf zwölfmal. 2011/12 folgten 27 Einsätze und fünf Tore.
Zur Saison 2012/13 wechselte er in die Primera División zu Celta Vigo, zur Saison 2015/16 zum FC Sevilla. Mit dem Klub schied er in der Champions-League-Gruppenphase aus, spielte in der Europa League weiter und verteidigte diesen Titel im Mai 2016. Krohn-Dehli verletzte sich im Europapokal-Halbfinale gegen Schachtar Donezk und fiel nach einem Kniescheibenbruch über acht Monate aus, belegte am Saisonende mit der Mannschaft in der Liga den siebten Platz und erreichte das Finale der Copa del Rey 2015/16. Auch aufgrund seines Kniescheibenbruchs gegen Ende der Saison 2015/16 kam Krohn-Dehli in der Saison 2016/17 zu lediglich zwei Einsätzen. Eine Saison später kam er in einer Partie in der Qualifikation zur Champions League, zu drei Einsätzen im Hauptwettbewerb und zu zwei Einsätzen im Copa del Rey nebst 13 Partien in der Liga und einem Tor.
In der Wintertransferperiode der Saison 2017/18 wechselte Krohn-Dehli zu Deportivo La Coruña und stand dort bis zum 30. Juni 2019 unter Vertrag. Am 9. Juli 2020 verkündete er das Ende seiner aktiven Laufbahn. Im Juli 2021 begann er ein Probetraining beim niederländischen Amateurklub Koninklijke HFC und wurde dann unter Vertrag genommen. Er blieb ohne Einsatz.

### Nationalmannschaft
Krohn-Dehli, der für diverse dänische U-Nationalmannschaften auflief, debütierte am 11. Oktober 2006 für die A-Nationalelf seines Heimatlandes, als er im EM-Qualifikationsspiel gegen Liechtenstein nach 78 Minuten für Dennis Rommedahl eingewechselt wurde. In der Folgezeit wurde er eine Zeit lang nicht mehr nominiert, was auch seiner Reservistenrolle in den Niederlanden geschuldet war. Am 5. Oktober 2008 wurde er dann nach mehr als eineinhalb Jahren für die A-Nationalmannschaft nominiert, als er für Spiel in der WM-Qualifikation am 11. Oktober 2008 gegen Malta aufgeboten wurde. Gegen Malta wurde Krohn-Dehli nach 60 Minuten für Thomas Kahlenberg eingewechselt. Es war sein erstes Länderspiel nach genau zweijähriger Abstinenz. Danach musste Krohn-Dehli erneut eineinhalb Jahre warten, ehe er erneut für die A-Nationalmannschaft nominiert wurde.
Am 23. Februar 2010 wurde er für das am 3. März stattfindende Freundschaftsspiel gegen Österreich aufgeboten. Am 3. März wurde er dann in der Startelf aufgeboten. Krohn-Dehli spielte erstmals über 90 Minuten. Krohn-Dehli wurde dann im Mai 2010 von Morten Olsen in den vorläufigen Kader zur WM 2010 aufgeboten und kam im Testspiel gegen Kamerun zum Einsatz, schaffte es jedoch nicht in den endgültigen Kader. Nach der WM wurde er für das EM-Qualifikationsspiel gegen Island nominiert und dort auch eingesetzt. In der weiteren EM-Qualifikation war er ein fixer Bestandteil der Nationalelf.
Im Oktober 2011 erzielte er im letzten Qualifikationsspiel gegen Portugal das 1:0 und trug somit zum 2:1-Sieg bei, welcher Dänemark den Gruppensieg und die direkte Qualifikation für die EM 2012 sicherte. Im Mai 2012 wurde Krohn-Dehli in den vorläufigen Kader nominiert und schaffte es dann auch in den endgültigen Kader. Im ersten Gruppenspiel gegen die Niederlande schoss er den 1:0-Siegtreffer. Nach einer Torvorlage im zweiten Gruppenspiel gegen Portugal schoss er im dritten Spiel gegen Deutschland sein zweites Turniertor. Als Gruppendritter schied Dänemark jedoch aus dem Turnier aus.
Nach dem Turnier verpasste die dänische Nationalelf sowohl die Qualifikation für die Weltmeisterschaft 2014 in Brasilien als auch die Europameisterschaft 2016 in Frankreich. Im November 2017 qualifizierte sich Dänemark nach einem zweiten Platz in der Qualifikation und nach den erfolgreichen Ausscheidungsspielen gegen Irland (0:0/5:1) für die Weltmeisterschaft 2018 in Russland. Krohn-Dehli gehörte zum Kader, kam in der Gruppenphase, in der Dänemark den zweiten Platz belegte, allerdings zu keinem Einsatz. Im Achtelfinale gegen Kroatien wurde er eingewechselt und verwandelte im Elfmeterschießen seinen Elfmeter, dennoch unterlag Dänemark mit 2:3. Nach dem Ausscheiden erklärte er seinen Rücktritt aus der Nationalmannschaft.

## Erfolge
- UEFA-Europa-League-Sieger: 2016
- Johan Cruijff Schaal: 2007

## Sonstiges
Michael Krohn-Dehli und seine niederländische Freundin haben einen gemeinsamen Sohn.